# Gymnázium Omská
Gymnázium, Praha 10, Omská 1300 je veřejné gymnázium v pražských Vršovicích. Nabízí osmileté a čtyřleté všeobecně zaměřené studium. Gymnázium ve školním roce 2021/2022 navštěvovalo 596 žáků.

## Historie
Na místě gymnázia byla založena v 50. letech 20. století jedenáctiletá střední škola, samotné gymnázium bylo zřízeno 17. května 1995 a činnost zahájilo 1. září téhož roku. První maturanti opustili gymnázium v roce 2003.

## Pořádané akce
Žáci gymnázia od roku 2017 organizují GOMUN (Gymnázium Omská Model United Nations), modelové zasedání OSN, na kterém studenti středních a vysokých škol simulují zasedání Organizace spojených národů. V roce 2022 se akce zúčastnilo téměř 200 studentů.

## Absolventi
- Adam Trunečka